# 氢溴酸肼
氢溴酸肼是一种无机化合物，化学式为N2H5Br。它可由溴化铵和水合肼反应制得。它热分解生成溴化铵。它可用作脱酰基反应的试剂，也可用于增强三溴合铅(II)酸铯纳米颗粒的蓝光发射。

## 相关化合物
二氢溴酸肼（CAS号：23268-00-0 ）可由水合肼和过量氢溴酸在0 °C反应得到，从溶液中可以结晶出二水合物（N2H6Br2·2H2O，CAS号：40849-90-9 ）。